# معركة كونيغراتس
مَعْرَكة كونِيغِراتس (بالألمانية: Schlacht bei Königgrätz)‏، دَارَتْ رَحَاها يَوم 3 يوليو 1866 بالقرب من المدينة البوهيمية كونيغراتس (اليوم هرادتس كرالوفه، جمهورية التشيك). بين مملكة بروسيا والإمبراطورية النمساوية خلال فترة الحرب النمساوية البروسية. انتهت المعركة بنصر بروسي، ووضعت نهاية للنزاع.
استخدم المشاة البروسيون الذين فاقهم العدو بالعَدد والعُدة تدريبهم المتفوق وعقيدتهم التكتيكية وبنادقهم المتطورة للفوز بالمعركة والحرب بأكملها.  كانت المدفعية البروسية غير فعالة وتم تنفيذ جميع المعارك تقريبًا على الجانب البروسي من قبل الجيش الأول بقيادة الأمير فريدريش كارل وفرقة واحدة من الجيش الثاني.  هاجمت فرقة المشاة السابعة البروسية وفرقة مشاة الحرس الأول 38 كتيبة من أصل 49 كتيبة مشاة من الفيلق النمساوي (من أصل أربع فيالق) في وسط ساحة المعركة، وحددت هذه الهجمة نتيجة المعركة وأجبرت النمسا على التراجع في الساعة 15:00، قبل أن تتمكن أي تعزيزات بروسية من الاشتباك بصورة مباشرة مع الأجنحة النمساوية. 

## الخلفية
في بداية الحرب في يونيو، تجمعت الجيوش البروسية على طول الحدود البروسية، جيش إلبه بقيادة كارل بيتنفيلد في تورجاو، الجيش الأول بقيادة الأمير فريدريش كارل من بروسيا بين زنفتنبيرغ وجورليتس، والجيش الثاني تحت حكم ولي العهد الأمير فريدريك في سيليسيا غرب نيسا. تمركز الجيش النمساوي بقيادة لودفيج فون بينيدك في أولموتس. بدأت الحملة مع تقدم كارل بيتنفيلد إلى درسدن في مملكة ساكسونيا، حيث هزم بسهولة الجيش الساكسوني البالغ قوامه 23000 فرد وانضم إلى الجيش الأول.
كان القائد النمساوي المتردد بينيدك قد نقل قواته فقط من نقطة انطلاقهم في أولموتز في 18 يونيو، متحركًا شمالًا في ثلاثة أعمدة متوازية مع الفيلق الأول الذي يحمي الجناح الأيمن. اتخذ النمساويون مواقع في قلعة جوزيفستادت والممرات الجبلية من ساكسونيا وسيليسيا. 
في 22 يونيو، أمر رئيس هيئة الأركان العامة في بروسيا، هيلموث فون مولتك، كلا الجيشين تحت قيادته إلى يتشين بالقرب من المواقع النمساوية، وهي مناورة جريئة تم إجراؤها للحد من مدة الحرب على الرغم من خطر تجاوز جيش واحد في الطريق.
ومع ذلك، كان بينيدك غير حاسم وفشل في استخدام أرقامه المتفوقة للقضاء على الجيوش البروسية بشكل فردي.  في البداية، تم الضغط على الجيوش النمساوية في كل مكان باستثناء معركة تراوتينو ، حيث تفوقوا على البروسيين على الرغم من الخسائر الفادحة لقواتهم. بحلول 29 يونيو، وصل الأمير فريدريش كارل إلى يتشين وألحق هزيمة قاسية بالفيلق النمساوي الأول بقيادة الجنرال كلام غالاس.  بعدها وصل ولي العهد إلى كونيجينهوف على الرغم من المقاومة الشديدة.
في 30 يونيو، تقدم جيش فريدريش كارل في مسيرة يوم واحد من الجيش الثاني. ومع ذلك، في اليومين التاليين، فقد سلاح الفرسان البروسي رؤية أويين تمامًا، على الرغم من أن تخمين مولتك فيما يتعلق بأفعالهم - التراجع إلى نهر إلبه - ثبت أنه صحيح.

## مقدمة
بعد أن أصابه الفزع بسبب خسائره، أمر بينيدك بالانسحاب وطلب على وجه السرعة من الإمبراطور فرانتس يوزف الأول صنع السلام باعتباره السبيل الوحيد لإنقاذ الجيش من «كارثة». عندما تم رفض طلبه، وتم تفسير الجملة الأخيرة الغامضة من البرقية الإمبراطورية على أنها أمر بموقف نهائي، سحب بينيدك النمساويين على ضفة نهر إلبه. 
رأى البروسيون أخيرًا النمساويين عشية 2 يوليو بالقرب من سادوا، وخطط فريدريش كارل للهجوم في صباح اليوم التالي. أمر مولتك ولي العهد الأمير فريدريك بالانضمام إلى الجيشين الآخرين في النقطة التي تم فيها تجميع النمساويين، لكن خطوط التلغراف إلى مواقع الجيش الثاني كانت خارجة، مما استلزم إرسال ضابطين في منتصف الليل لركوب عشرين ميلاً. وصلوا في الساعة 4 صباحًا. رئيس أركان ولي العهد، ليونارد فون بلومنتال ، كانَ لوجستياً متمكناً، أعاد على الفور تنظيم خطة الطريق للجيش الثاني.

## المعركة

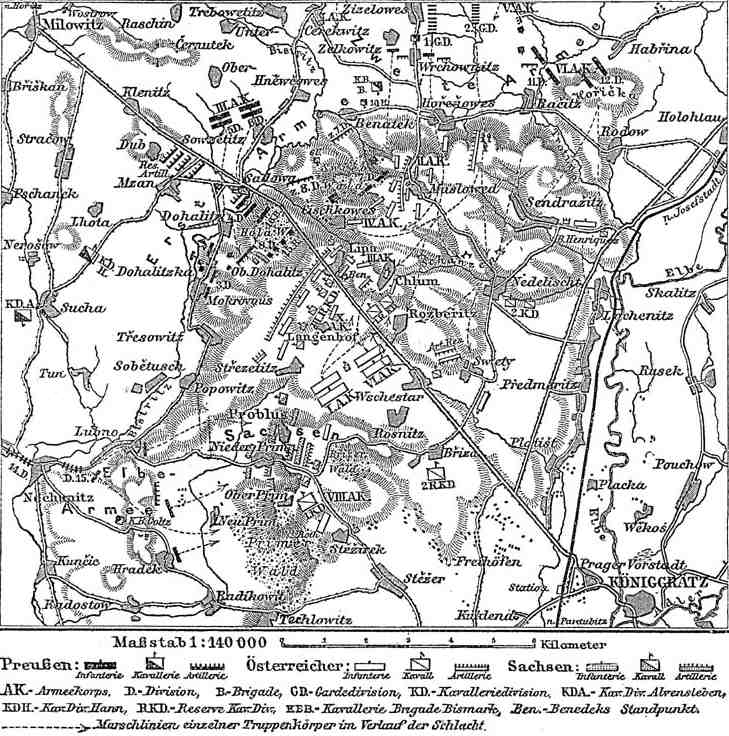
الخريطة التاريخية للمعركة.

واجه الجيش النمساوي الذي يبلغ قوامه 215 ألفًا الجيش البروسي في إلبة (39 ألفًا) والجيش الأول (85 ألفًا) في 3 يوليو. كان المشاة النمساويون محصنين ومدعومين جزئياً بسلاح الفرسان في المؤخرة ووحدات المدفعية بمدى إطلاق نار واضح عبر التلال والأراضي المشجرة. بدأت المعركة عند الفجر تحت هطول الأمطار والضباب حيث اتخذت القوات البروسيا موقعها غرب نهر بيستيتسه. قبل الساعة الثامنة صباحًا بفترة وجيزة، فتحت المدفعية النمساوية النار على الجناح الأيمن البروسي تحت قيادة هيروارث بيتنفيلد. تراجع الساكسونيون على اليسار النمساوي في حالة جيدة، وشرعوا باطلاق النار على القوات البروسيا المتقدم من أرض مرتفعة. تردد هيروارث فون بيتنفيلد في الأمر بشن هجوم كامل، وبدلاً من ذلك كان الحرس المتقدم المكون من سبع كتائب. انسحب الجنرال فون شولر إلى النهر حوالي الساعة 10:00 واتخذ موقفًا دفاعيًا.

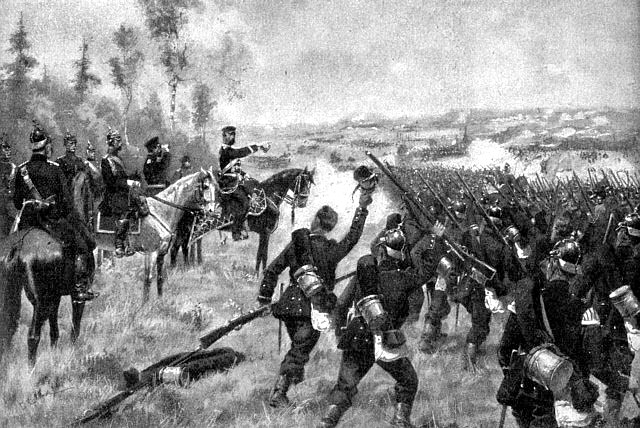
الأمير فريدريش كارل يأمر قواته المتحمسة بالهجوم.

قاد المركز البروسي، مع الفرقة السابعة البروسية الجنرال إدوارد فون فرانسيكي ، بعد أن حصل على المؤخرة البروسية في وقت سابق، بدء التقدم إلى غابة سويب، حيث قابلها فيلقان نمساويان. كان على الفرقة السابعة إخلاء الغابة وتغطية القوات البروسية المتبقية حتى وصول الجيش الثاني، بقيادة ولي العهد. طهر البروسيون بشكل منهجي قرى المدافعين النمساويين. أمر الملك فيلهلم الأول ملك بروسيا الجيش الأول عبر النهر لدعم فرانسيكي. تم السيطرة على مدينة سادوا، ولكن نشبت معركة شرسة في الغابة القريبة. صدت المدفعية النمساوية البروسيين بإطلاق النار على دخان التقدم البروسي. تباطأ البروسيون، وعلى الرغم من سهولة خوض النهر، كان نقل المدفعية عبره صعبًا للغاية. توقف الهجوم البروسي حيث تم قطع الفرقة البروسية الثامنة والرابعة المتقدمة من قبل المدفعية النمساوية بمجرد خروجهم من الدخان. ومع ذلك، رفض القائد النمساوي، بينيدك ، القيام بهجوم لسلاح الفرسان والتي قال المعلقون لاحقًا إنها لو نُفذت لقلبت موازين المعركة. تم نشر وحدات الاحتياط ظهرًا، لكن نتيجة المعركة كانت لا تزال غير مؤكدة والقادة البروسيون ينتظرون بفارغ الصبر ولي العهد.

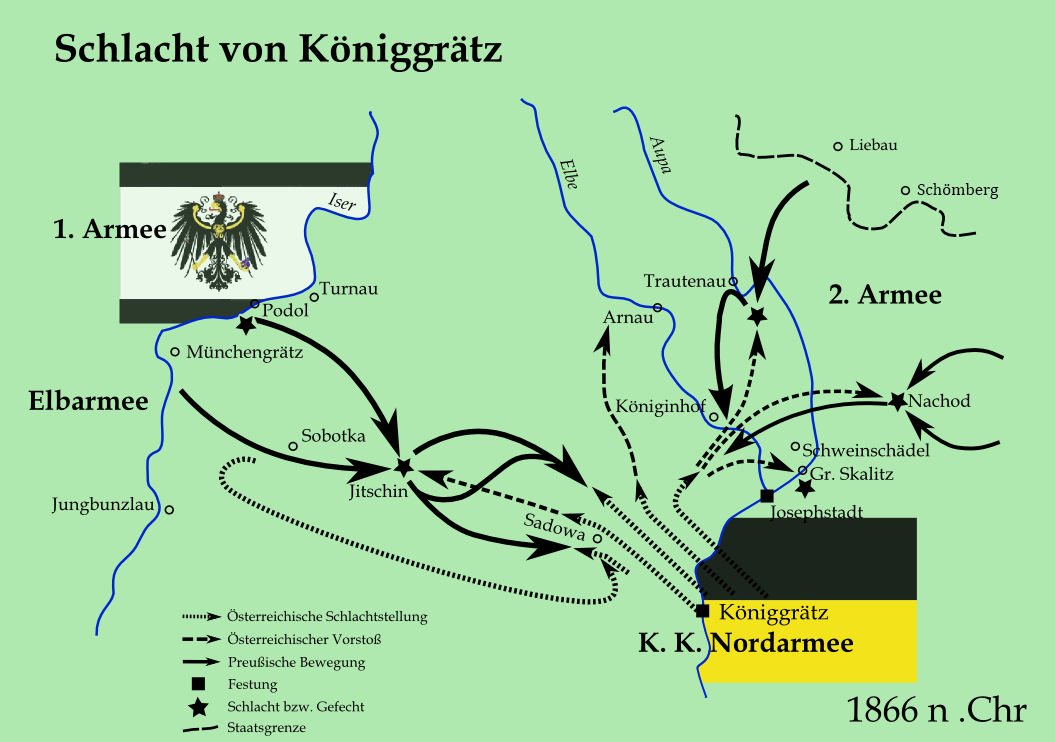
نظرة عامة على المعركة.

حتى هذه اللحظة، استمر التفوق النمساوي في الأرقام والمركز. كان لأسلحتهم مدى أطول، مما يعني أن البروسيين الذين كانوا أقل عدداً لم يتمكنوا من التقدم ضد وابل المدفعية، ولا الاشتباك بشكل فعال مع المشاة النمساويين. حاول البروسيون جمع ثلاثة جيوش معًا للمعركة، لكن مشاكل إرسال الأوامر عن طريق التلغراف ونقل الرجال بالسكك الحديدية تعني أن اثنين فقط من الجيوش الثلاثة قد وصلوا في الوقت المناسب. كان المركز البروسي، الموجود في غطاء الغابة، قادرًا على الاحتفاظ بمركزه، وتثبيط هجمة محمولة من قبل النمساويين، الذين كان يُعتقد أن لديهم سلاح فرسان متفوق. ومع ذلك، فإن الاتصال الوثيق للقتال في الغابة بدأ ينفي المزايا النمساوية، ولم يتمكن النمساويون من تدريب مدفعيتهم على القتال القريب، والطقس الرطب جعل مهمة سلاح الفرسان محفوفة بالمخاطر، وكان الفيلق النمساوي الرابع ملتزمًا بالتدريج للقتال.
في هذه المرحلة، بدأت القوة النسبية للجيشين في التراجع. كان المدى الأقصر للمدفعية البروسية مقارنة بالنمساوية موضع نقاش، في حين أن معدل إطلاق النار الأعلى بشكل كبير من بنادق الإبرة البروسية، مقارنة مع بنادق الإلقام الفوهي التي كان يستخدمها النمساويون، كان له أهمية قصوى. بالإضافة إلى ذلك، يمكن تشغيل بنادق الإبرة أثناء الانبطاح في الدفاع، وأثناء التحرك بسرعة في التقدم، بينما كان على النمساويين الوقوف بعد كل طلقة لإعادة تحميل بنادقهم.

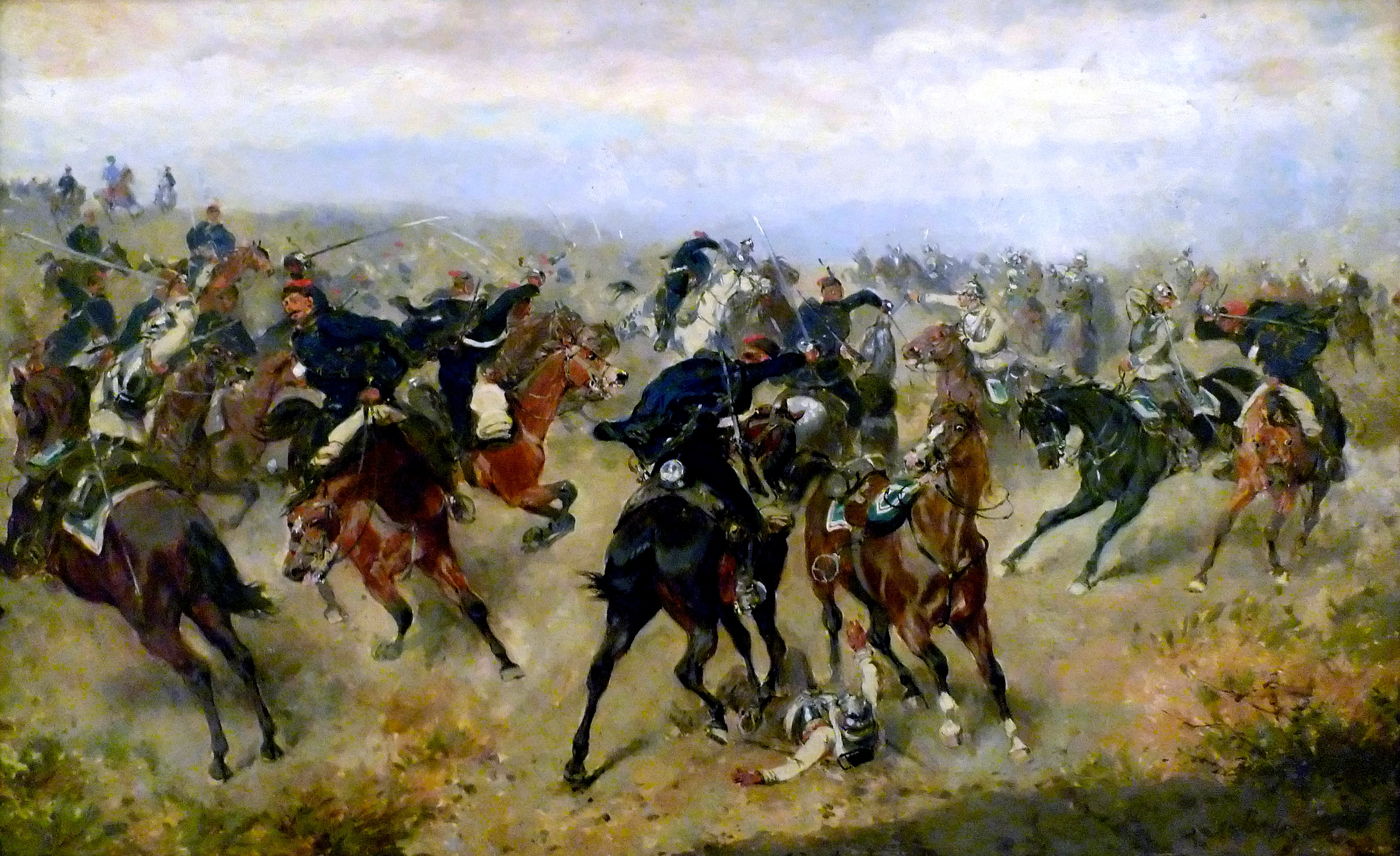
معركة بين الفرسان والدروع البروسية بريشة الكسندر فون بنسا ، 1866.

الساعة 11:00 جاءت اللحظة الحاسمة للمعركة. بدأ المركز النمساوي مناورة لإحاطة الفرقة السابعة البروسية، التي صدت ما يقرب ربع الجيش النمساوي وتصدت له. تم إرسال الكولونيل كارل فون بوك لطرد البروسيين، وبهجمة مشاة شرسة تمكنت من إجبار الفرقة السابعة على العودة إلى ضواحي الغابة. ناشده قادة فيلق بينيديك لشن هجوم مضاد لتدمير الجيشين البروسيين الأول وجيش الألب قبل وصول الجيش الثاني، لكن بينيدك رفض التصرف، تاركًا اللحظة المناسبة تفلت. ومع ذلك، كان تيار المعركة على وشك الانعطاف، حيث دمرت النيران المحيطة كتيبة بوك، مما أدى إلى إبادة ها كقوة مقاتلة وقتل قائدها. جاءت النيران من العناصر الأولى لجيش ولي العهد عند وصولهم، وقامت الفرقة الثامنة بتشديد المركز البروسي لصد الهجمات النمساوية. بينما كانت الفرق من الفيلق النمساوي الثاني والرابع ملتزمة بالقتال، لم تكن هناك هجمة مشاة حاسمة، ولم يقدم البروسيون جناحًا يمكن مهاجمته بسلاح الفرسان. تم مفاجئة النمساويين وهم يتحركون من موقعهم الدفاعي للهجوم، وتعرض جناحهم الأيمن لقوات المشاة البروسية.

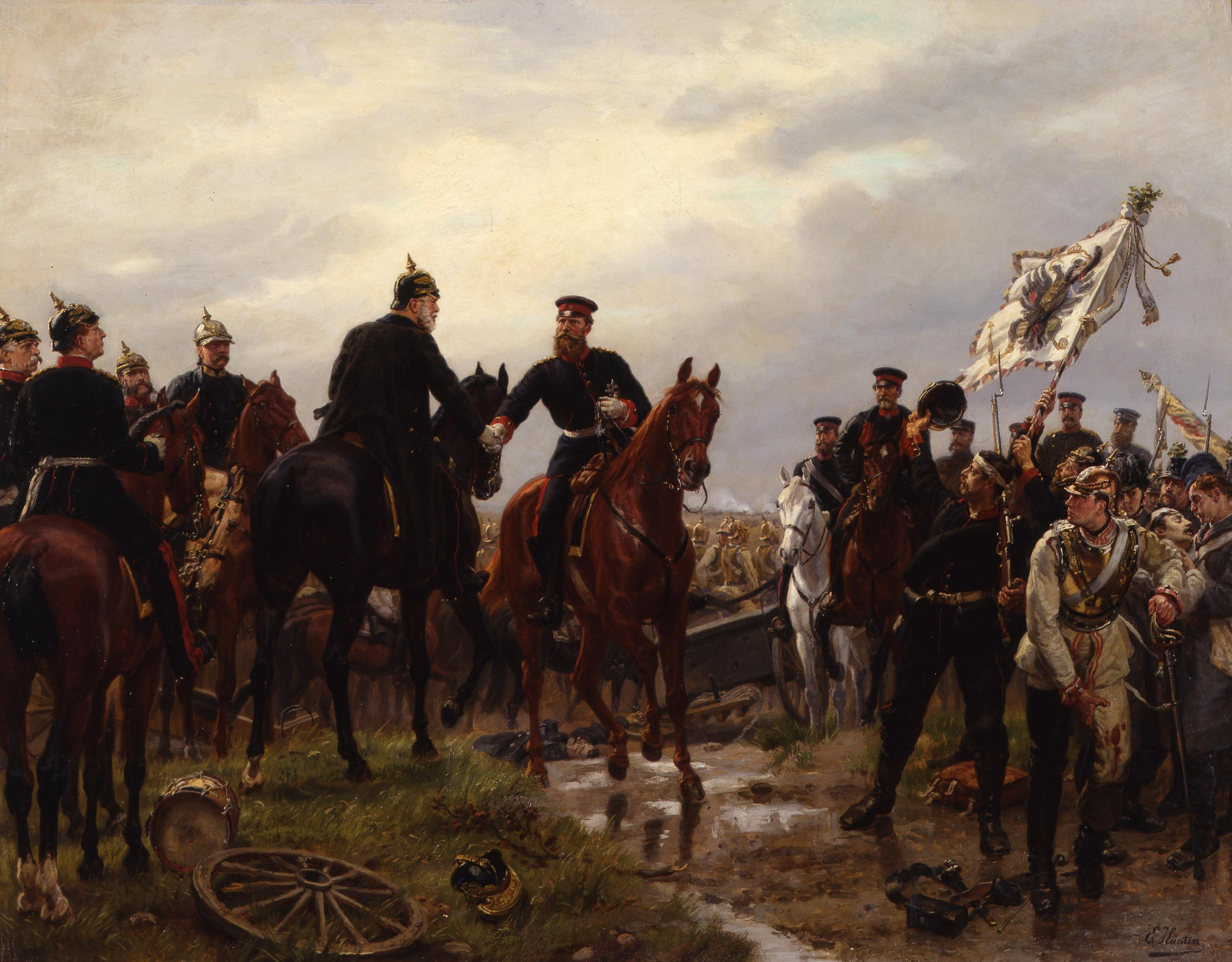
ولي العهد الأمير فريدريك الثالث يصل ألى المعركة.

في الساعة 14:30 وصل ولي العهد الأمير فريدريك الثالث أخيرًا مع الجزء الأكبر من رجاله البالغ عددهم حوالي 100000 رجل، بعد أن سار بكل سرعة ممكنة طوال الصباح، وضرب الجناح الأيمن النمساوي متقاعدًا من غابة سويب بينما قصفت المدفعية البروسية المركز النمساوي. بحلول الساعة 16:00، تم كسر آخر الهجمات المضادة الفردية من قبل الفيلق النمساوي الأول والسادس، حتى عندما أمر بينيدك بالانسحاب. وصل الحرس البروسي الأول للجنرال فريدريك هيلر فون غارترينجن إلى المدفعية النمساوية، مما أجبرهم على التوقف عن إصلاح خط المدفعية والانسحاب. لقد هاجم لأنه رأى أن المدفعية تحافظ على الموقع النمساوي، ودمر هجومه بطارية سلاح الفرسان الوحيدة التي بقيت للقتال، وأجبر الآخرين على الفرار مع احتياطياتهم.

مدافع الموتى، بريشة فاتسلاف سوكور.

في هذه المرحلة، بعد أن سقطت إصابات جسيمة، تفتقر إلى غطاء المدفعية والفرسان، والأرض المرتفعة في أيدي العدو وتم زعزعت المركز، تدهور وضع النمساويين بسرعة. اخترق الجيش البروسي الثاني الخطوط النمساوية بالكامل وأخذ الجنرال كلوم خلف المركز. هاجم جيش إلبه، الذي كان قد احتل موقعه بعد الدماء في الصباح الباكر من قبل المدفعية النمساوية والمشاة السكسونيين، الجناح الأيسر للنمسا واختراقه. استولوا على مدينة بروبلوز، وشرعت في تدمير الجناح النمساوي. أمر الملك البروسي جميع القوات المتبقية بالهجوم على طول الخط، والذي تم إبطائه بالهجوم المضاد النهائي من كتائب اللواء النمساوي العميد فرديناند روزنزويج فون دروير.

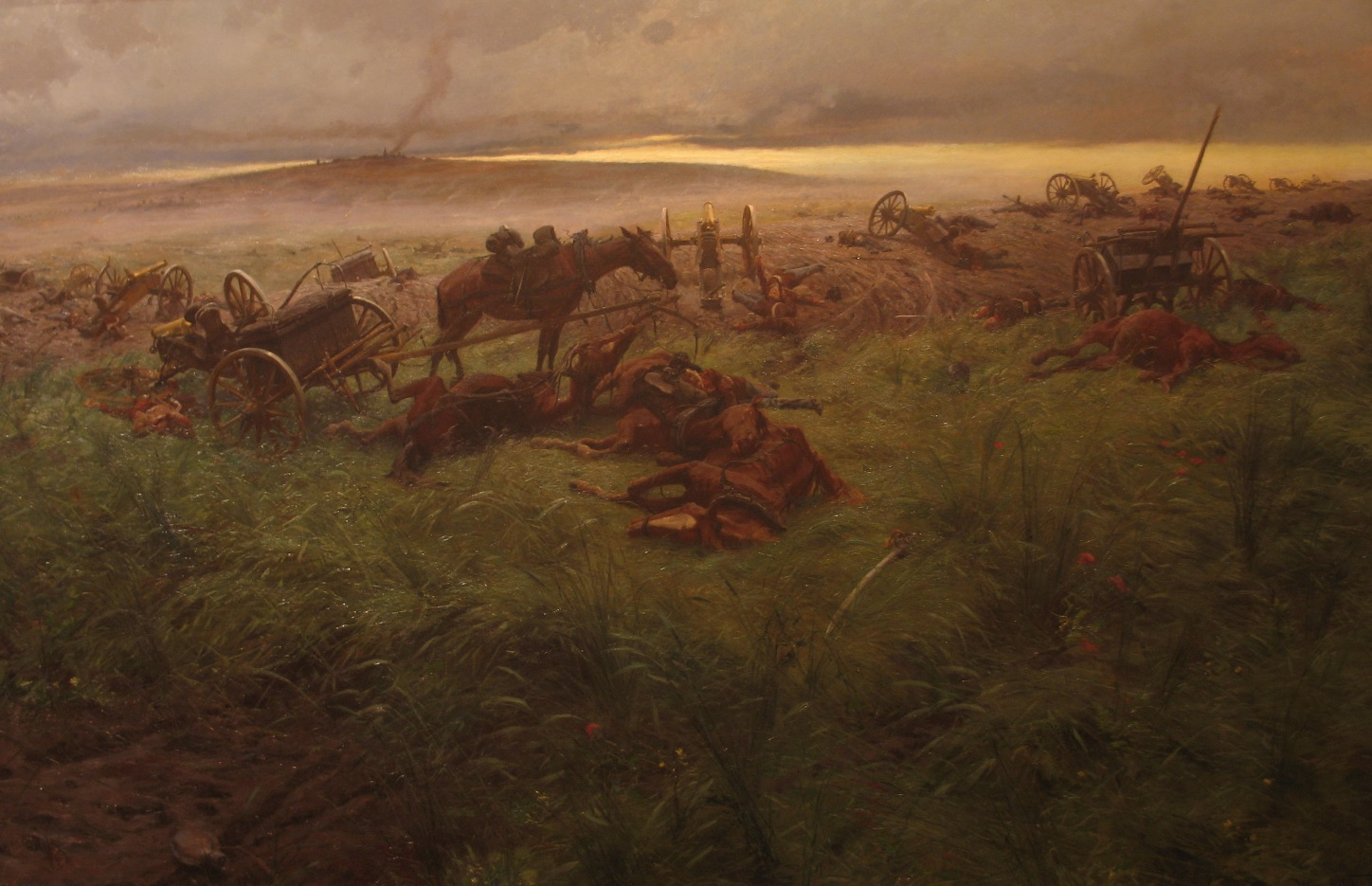
احتياطي سلاح الفرسان النمساوي بعد معركة كونيغراتس.

انضمت التعزيزات الواصلة إلى القتال ككل كما أجبر النمساويون الحرس البروسي الأول على العودة إلى كلوم. كانت النتيجة صدمة حاسمة لقوة النيران التي انهارت على الخط النمساوي. كان التقدم البروسي سريعًا جدًا لدرجة أن بينيديك أمر بسلسلة من الفرسان المعترضين لدعم مدفعيته وتغطية الانسحاب العام الذي أمر به في الساعة 15:00. نجح هؤلاء في تغطية العمق النمساوي، وإبقاء الجسور فوق نهر إلبه مفتوحة للجنود النمساويين المنسحبين، ومنع مطاردة البروسيين، ولكن بتكلفة باهظة: قُتل 2000 رجل وما يقرب من العديد من الخيول أو جُرحوا أو أُسروا في المعركة. عبر بنديك بنفسه نهر إلبه بالقرب من الساعة 18:00 وبعد عدة ساعات أبلغ الإمبراطور أن الكارثة التي حذر منها قد حدثت بالفعل. 
انتهت المعركة بخسائر فادحة للنمساويين. ففي حين بلغت خسائر البروسيين الـ 9000 رجل بين قتيل وجريح ومفقود، خسر النمساويون وحلفاؤهم أكثر من 44000 رجل، إضافة إلى 22170 وقعوا في الأسر. ضاعف من خسائر النمساويين رفض النمسا السابق التوقيع على اتفاقية جنيف الأولى. ونتيجة لذلك، اعتُبر الطاقم الطبي النمساوي من المقاتلين، وانسحبوا من الميدان مع الجزء الأكبر من القوات، تاركين الجرحى يموتون في الميدان.

## الأهمية التاريخية العسكرية
كانت معركة كونيغراتس أول معركة في أوروبا قبل أن يتم نقل وحدات كبيرة من القوات بالسكك الحديدية. كان على مولتك أن يجلب القوات على أربع جبهات (النمسا، من ناحية أخرى، كانت تتمتع بميزة الخط الداخلي). نسب مولتك نصيبه في انتصاره إلى السكك الحديدية. يضع كلارك ذلك أيضاً في منظور. قاد سائقو القاطرات السكسونية العديد من القاطرات السكسونية إلى إيغر من أجل سحبها من البروسيين. ربما استخدمت بروسيا النتائج التي توصل إليها مراقبوها العسكريون من الحرب الأهلية الأمريكية. كما ساهمت في انتصار بروسيا بندقية الإبرة ذات الإلقام الخلفي التي من الممكن إعادة إلقامها بصورة أسرع بكثير من بندقية التلقيم الفوهي التي كانت مستخدمة آنذاك، وكذلك كان يمكن تلقيمها في وضعية الاستلقاء، أي في وضعية آمن. وصف بول فون هيندنبورغ ، الذي شارك في المعركة بصفته ملازمًا ثانيًا، تأثير بنادق الإبرة بأنه «رهيب». 

## ما بعد الواقعة

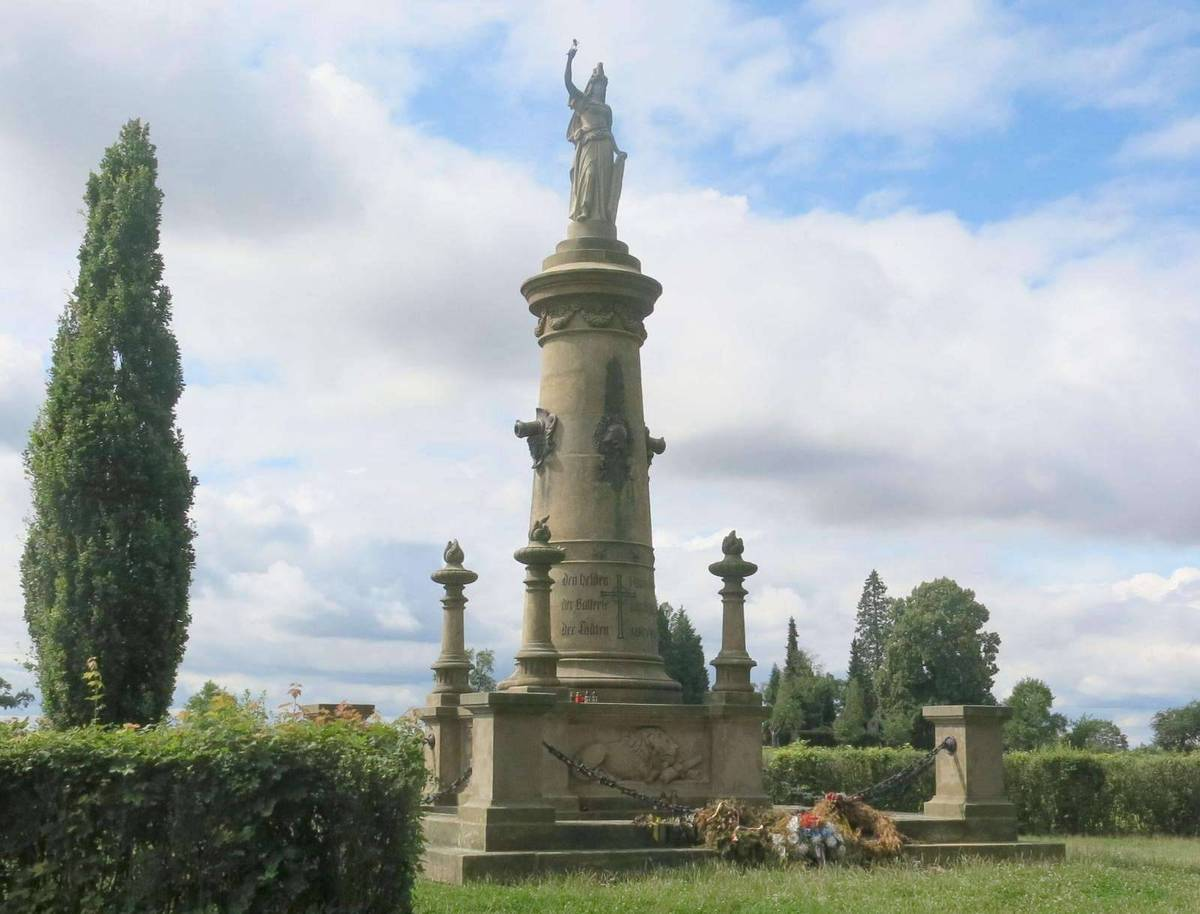
نصب تذكاري في مقاطعة هرادتس كرالوفه ، لإحياء ذكرى المعركة.

كانت مَعْرَكة كونِيغِراتس هي المعركة الحاسمة في الحرب النمساوية البروسية. واصل البروسيون بعد ذلك ملاحقة الجيش النمساوي المهزوم وخاضوا سلسلة من الاشتباكات الطفيفة، حيث خاضت المناوشات الأخيرة في بلوميناو في 22 يوليو، تمامًا كما تم التوقيع على اتفاق براغ لوقف القتال. لقد أتاح فرصة عظيمة لرجال الدولة البروسيين، من خلال تمهيد الطريق نحو توحيد ألمانيا، لا سيما مع حل ما يعرف بـ ألمانيا الصغيرة (ألمانيا بدون النمسا) ، مع التأسيس اللاحق لاتحاد شمال ألمانيا. ضمنت النتيجة أيضًا أن بروسيا سيكون لها حرية التصرف عندما اندلعت الحرب مع فرنسا في عام 1871.
بعد هذا الانتصار البروسي، حاولت فرنسا انتزاع التنازلات الإقليمية في بالاتينات ولوكسمبورغ. في خطابه إلى الرايخستاغ في 2 مايو 1871، صرح المستشار أوتو فون بسمارك:
استاء الجمهور الفرنسي من الانتصار البروسي وطالب ب ـ«الانتقام لكونِيغِراتس»،  والتي شكّلت جزءًا من خلفية الحرب الفرنسية البروسية عام 1870.